# Cryptic Writings
Cryptic Writings – siódmy album studyjny amerykańskiej grupy metalowej Megadeth, wydany w 1997 roku przez Capitol Records, i wyprodukowany w Nashville, przez Dana Huffa i Dave'a Mustaine'a. W proces tworzenia albumu znaczny wpływ miał także ówczesny manager Megadeth, Bud Prager z E.S.P. Management. Muzyka na tym albumie jest zdecydowanie inna niż na poprzednich płytach, bardziej melodyjna, choć nie brakuje także thrashmetalowych kawałków. Z longplaya wyodrębniono cztery single: Trust, Almost Honest, Use The Man i A Secret Place.
Wydawnictwo było promowane minialbumem pt. Live Trax. Materiał był rozdawany za darmo podczas trasy koncertowej Megadeth w Japonii. Rok później do wznowienia Cryptic Writings został dołączony minialbum zatytułowany Live Trax II. W 2004 została wydana zremiksowana i zremasterowana wersja albumu z czterema dodatkowymi utworami - wspomnianą hiszpańską wersją Trust i trzema utworami z sesji do Youthanasii, które w zmienionej formie trafiły na Cryptic Writings.

## Lista utworów
Opracowano na podstawie materiału źródłowego.
| Nr  | Tytuł utworu             | Słowa                                          | Muzyka                              | Długość |
| --- | ------------------------ | ---------------------------------------------- | ----------------------------------- | ------- |
| 1.  | „Trust”                  | Dave Mustaine                                  | Mustaine, Marty Friedman            | 5:11    |
| 2.  | „Almost Honest”          | Mustaine                                       | Mustaine, Friedman                  | 4:02    |
| 3.  | „Use the Man”            | Mustaine                                       | Mustaine, Friedman                  | 4:35    |
| 4.  | „Mastermind”             | Mustaine                                       | Mustaine                            | 3:48    |
| 5.  | „The Disintegrators”     | Mustaine                                       | Mustaine                            | 2:50    |
| 6.  | „I'll Get Even”          | Mustaine, Friedman, David Ellefson, Brian Howe | Mustaine, Friedman, Ellefson, Howe  | 4:23    |
| 7.  | „Sin”                    | Mustaine, Ellefson, Nick Menza                 | Mustaine, Ellefson, Menza           | 3:06    |
| 8.  | „A Secret Place”         | Mustaine                                       | Mustaine                            | 5:29    |
| 9.  | „Have Cool, Will Travel” | Mustaine                                       | Mustaine                            | 3:28    |
| 10. | „She-Wolf”               | Mustaine                                       | Mustaine                            | 3:36    |
| 11. | „Vortex”                 | Mustaine                                       | Mustaine                            | 3:38    |
| 12. | „FFF”                    | Mustaine                                       | Mustaine, Friedman, Ellefson, Menza | 2:38    |
|     |                          |                                                |                                     | 46:44   |

| Utwór dodatkowy - edycja japońska | Utwór dodatkowy - edycja japońska | Utwór dodatkowy - edycja japońska | Utwór dodatkowy - edycja japońska | Utwór dodatkowy - edycja japońska |
| Nr                                | Tytuł utworu                      | Słowa                             | Muzyka                            | Długość                           |
| --------------------------------- | --------------------------------- | --------------------------------- | --------------------------------- | --------------------------------- |
| 1.                                | „One Thing”                       | Mustaine                          | Mustaine                          | 4:38                              |

| Utwory dodatkowe - edycja zremasterowana (2004) | Utwory dodatkowe - edycja zremasterowana (2004)      | Utwory dodatkowe - edycja zremasterowana (2004) | Utwory dodatkowe - edycja zremasterowana (2004) | Utwory dodatkowe - edycja zremasterowana (2004) |
| Nr                                              | Tytuł utworu                                         | Słowa                                           | Muzyka                                          | Długość                                         |
| ----------------------------------------------- | ---------------------------------------------------- | ----------------------------------------------- | ----------------------------------------------- | ----------------------------------------------- |
| 1.                                              | „Trust" (Spanish version)”                           | Mustaine                                        | Mustaine, Friedman                              | 5:12                                            |
| 2.                                              | „Evil That's Within" (alternative version of "Sin")” | Mustaine, Ellefson, Menza                       | Mustaine, Ellefson, Menza                       | 3:22                                            |
| 3.                                              | „Vortex" (alternative version)”                      | Mustaine                                        | Mustaine                                        | 3:30                                            |
| 4.                                              | „Bullprick" (alternative version of "FFF")”          | Mustaine                                        | Mustaine, Friedman, Menza, Ellefson             | 2:47                                            |

| Cryptic Sounds: No Voices in Your Head | Cryptic Sounds: No Voices in Your Head | Cryptic Sounds: No Voices in Your Head |
| Nr                                     | Tytuł utworu                           | Długość                                |
| -------------------------------------- | -------------------------------------- | -------------------------------------- |
| 1.                                     | „Almost Honest”                        | 4:14                                   |
| 2.                                     | „Vortex”                               | 3:21                                   |
| 3.                                     | „Trust”                                | 5:30                                   |
| 4.                                     | „A Secret Place”                       | 5:29                                   |
| 5.                                     | „She-Wolf”                             | 3:07                                   |
|                                        |                                        | 21:41                                  |

| Live Trax | Live Trax                               | Live Trax          | Live Trax          | Live Trax |
| Nr        | Tytuł utworu                            | Słowa              | Muzyka             | Długość   |
| --------- | --------------------------------------- | ------------------ | ------------------ | --------- |
| 1.        | „Reckoning Day (zawiera "Peace Sells")” | Mustaine           | Mustaine, Ellefson | 8:19      |
| 2.        | „Angry Again”                           | Mustaine           | Mustaine           | 3:26      |
| 3.        | „Use the Man”                           | Mustaine           | Mustaine, Friedman | 4:24      |
| 4.        | „Tornado of Souls”                      | Mustaine, Ellefson | Mustaine           | 5:52      |
| 5.        | „A Tout le Monde”                       | Mustaine           | Mustaine           | 4:53      |
| 6.        | „She-Wolf”                              | Mustaine           | Mustaine           | 3:42      |
|           |                                         |                    |                    | 30:36     |

| Live Trax II | Live Trax II                        | Live Trax II                                        | Live Trax II                 | Live Trax II |
| Nr           | Tytuł utworu                        | Słowa                                               | Muzyka                       | Długość      |
| ------------ | ----------------------------------- | --------------------------------------------------- | ---------------------------- | ------------ |
| 1.           | „Almost Honest”                     | Mustaine                                            | Mustaine, Friedman           | 4:15         |
| 2.           | „A Tout le Monde”                   | Mustaine                                            | Mustaine                     | 4:50         |
| 3.           | „Sweating Bullets”                  | Mustaine                                            | Mustaine                     | 5:04         |
| 4.           | „Symphony of Destruction”           | Mustaine                                            | Mustaine                     | 3:45         |
| 5.           | „Anarchy in the U.K.”               | Johnny Rotten, Steve Jones, Glen Matlock, Paul Cook | Rotten, Jones, Matlock, Cook | 3:54         |
| 6.           | „Almost Honest (Environmental Mix)” | Mustaine                                            | Mustaine, Friedman           | 5:33         |
| 7.           | „Almost Honest (Supercharger Mix)”  | Mustaine                                            | Mustaine, Friedman           | 5:40         |
|              |                                     |                                                     |                              | 33:01        |

## Twórcy
Opracowano na podstawie materiału źródłowego.
| - Dave Mustaine - gitara elektryczna, wokal prowadzący, sitar, produkcja muzyczna - Nick Menza - perkusja, wokal wspierający - Marty Friedman - gitara elektryczna, gitara akustyczna, wokal wspierający - Dave Ellefson - gitara basowa, wokal wspierający - Dimo Safari - zdjęcia - Hugh Syme - opracowanie graficzne |  | - Bob Ludwig - mastering - Mark Hogen - inżynieria dźwięku - Jeff Balding - inżynieria dźwięku, miksowanie, realizacja nagrań - Charlie Huff - produkcja muzyczna - Dann Huff - produkcja muzyczna |